# バッド・ヘアー
『バッド・ヘアー』（原題:Bad Hair）は、2020年に公開されたアメリカ合衆国のホラー映画である。監督はジャスティン・シミエン、主演はエル・ロレインが務めた。

## 概略
1989年。アンナ・ブラッドソーはブラック・ミュージックに特化したテレビ局、カルチャーでアシスタントを務めていた。大物になることを夢見て努力していたアンナだったが、現実は想像以上に厳しいものであった。
ある日、アンナは新しい上司（ゾーラ）に自分のアイデアを売り込みにいった。プレゼンを気に入ったゾーラはアンナを直属のアシスタントとして起用することにしたが、その際、「その癖毛では光るものも光らない。腕の良い美容師（ヴァージー）を紹介してあげるから、彼女にエクステを付けてもらいなさい」と言った。指示に従ってヴァージーの施術を受けたところ、アンナは今まで経験したことのない痛みを感じた。終了後、ヴァージーは「絶対にそのエクステを濡らさないようにしてください」とアンナに言った。
エクステを着用してからというもの、アンナは仕事で次々と成果を上げていったが、それと同時に怪現象に悩まされるようになった。そんなある日の夜、アンナは家主のバクスターからレイプされそうになった。アンナは必死で抵抗し、バクスターに切り傷を付けた。そこから血が流れた途端、エクステが勝手に動き出し、バクスターの血を一滴残らず吸い取ってしまった。怯えきったアンナはエクステを取り除こうとしたが、既に手遅れであった。エクステはアンナの肉体を乗っ取ろうとしていたのである。

## キャスト
※括弧内は日本語吹替版の声優。
- アンナ・ブラッドソー：エル・ロレイン（大関英里）
  - 子供時代のアンナ・ブラッドソー：ザリア・ケリー
- ジュリアス：ジェイ・ファロー（喜多田悠）
- ブルック・リン：リナ・ウェイス（英語版）（竹内麻沙美）
- サンドラ：ケリー・ローランド（小河原えり）
- ヴァージー：ラバーン・コックス（竹内麻沙美）
- リンダ・ブラッドソー：シャンテ・アダムズ（英語版）（五十嵐夕夏）
- シスタ・ソウル：ヤーニ・キング（英語版）（北尾もえぎ）
- エイモス・ブラッドソー：ブレア・アンダーウッド（喜多田悠）
- ゾラ・チョイス：ヴァネッサ・ウィリアムス（長谷部香苗）
- マクシーン(マキシン)・ブラッドソー：ミシェル・ハード（英語版）（篠永百合）
- エドナ：ジュディス・スコット（英語版）
- デニース：ロビン・シーディー（英語版）
- ロザリン：アシュリー・ブレイン・フェザーソン（英語版）（寺脇千恵）
- バクスター・タネン：スティーヴ・ジシス（英語版）
- コーラル：MCライト（英語版）
- グラント・マディソン：ジェームズ・ヴァン・ダー・ビーク（山本兼平）
- ジャーメイン：アッシャー（山本兼平）
- シェリル：ダヘリー・ホール（英語版）
- ジャスティン：モーゼス・ストーム（英語版）
- ヴァレット：ジョン・ガブラス（英語版）
- ジーナ：ニコール・バイヤー（英語版）
- レジー・ワトソン：ジャスティン・シミエン（英語版）

## 製作・音楽
2017年8月15日、ジャスティン・シミエン監督が新作映画の製作に乗り出したと報じられた。2018年12月3日、クリス・バワーズが本作で使用される楽曲を手がけるとの報道があった。2020年10月23日、レイクショア・レコーズが本作のサウンドトラックを発売した。

## 公開・マーケティング
2020年1月23日、本作はサンダンス映画祭でプレミア上映された。31日、Huluが約800万ドルで本作の全世界配信権を獲得したと報じられた。8月14日、本作のティーザー・トレイラーが公開された。10月2日、本作のオフィシャル・トレイラーが公開された。10月13日、ネオンが本作の全米配給権を購入し、ドライブインシアターでの上映を行うとの報道があった。

## 評価
本作は批評家から好意的に評価されている。映画批評集積サイトのRotten Tomatoesには74件のレビューがあり、批評家支持率は64%、平均点は10点満点で6.1点となっている。サイト側による批評家の見解の要約は「視聴覚的に心地よいものではなく、出来映えに斑があるのも否めないが、『バッド・ヘアー』の並々ならぬ野心は尊敬すべきものであろう。」となっている。また、Metacriticには23件のレビューがあり、加重平均値は61/100となっている。